# Anderson Daronco
Anderson Daronco (Santa Maria, 5 gennaio 1981) è un arbitro di calcio brasiliano.

## Biografia
Anderson Daronco ha giocato a pallamano dai 10 ai 21 anni. Nel 1998 ebbe accesso alla facoltà di educazione fisica. Nel 2013, quando era istruttore di educazione fisica, alcuni dei suoi alunni persero la vita durante la tragedia della discoteca Kiss.

## Carriera
Nel 2011 esordisce in Série A, dirigendo Coritiba - América-MG.
Nel 2017 viene inserito nella lista degli arbitri FIFA e il 5 ottobre 2017 dirige il suo primo match da internazionale tra Venezuela e Uruguay.
Nel 2019, durante l'incontro tra Vasco da Gama e San Paolo, decide di interrompere la gara in seguito a insulti omofobi provenienti dalla tifoseria.